# هنري بيتر بوسي
هنري بيتر بوسي (بالإنجليزية: Henry Peter Bosse)‏ هو مهندس ومصور أمريكي، ولد في 1844 في باد زولتسا في ألمانيا، وتوفي في 1903.